# A3 (Italië)
De A3 of Autostrada 3 (Autosnelweg 3) is een autosnelweg in Italië, die de stad Napels met de plaats Salerno verbindt. Vroeger liep de A3 helemaal tot Reggio Calabria, maar sinds 13 juni 2017 is het stuk tussen Salerno en Reggio Calabria onderdeel van de A2 (Autostrada del Mediterraneo). Op de gehele route van de A3 loopt de E45 mee. De A3 is een voortzetting van de Autostrada del Sole.
Vanwege de slechte staat van de weg en de vele scherpe bochten die er in zitten is men begonnen met een reconstructie van de weg.
Een groot aantal scherpe bochten zal afgesneden worden. Er zullen veelal tunnels worden gebouwd en een aantal oude tunnels zal vernieuwd worden.
Tevens zal de weg, die op sommige plekken nog substandaard is en geen vluchtstroken heeft, worden opgewaardeerd tot snelweg met vluchtstroken.